# 松川町 (福島県)
松川町（まつかわまち）は、福島県信夫郡にかつて存在した町。1955年（昭和30年）3月に信夫郡松川町（初代）、金谷川村、水原村、安達郡下川崎村が合併して発足したが、11年後に福島市へ編入され消滅。
現在の福島市の南部（松川地区全域・蓬莱町の一部）に相当する。

## 概要
奥州街道（陸羽街道）の宿場町として栄えたが、標高が高くなるために福島市や仙台方面から郡山、東京方面に向かう者にとっては交通の難所になっていた。松川事件の舞台でもある。
松川地区
町の中心部で、旧町域でもある。16世紀には伊達氏によって八丁目城が築かれ、江戸時代になると八丁目宿とよばれる宿場町として栄えた。
金谷川地区
町の福島方面からの玄関口である。地名の由来は、旧・金谷川村創設時の小村の名前（金沢（かねざわ）村、関谷村、浅川村）を組み合わせたものである。旧松川町として合併してから地名としては消滅し、郵便局、駅、小学校、福島交通の路線バス停留所等に名を残すのみだった。
水原地区
もっとも西よりの地域で、福島県道52号土湯温泉線が走っている。
下川崎地区
もっとも東にある地域。町内で唯一旧安達郡に属し、かつては安達郡安達町（現・二本松市）下川崎と「下川崎村」一村を成していた。下川崎と対になる「上川崎」という地名は、安達町側にのみ存在する。

## 沿革
- 1889年（明治22年）4月1日 - 町村制施行により信夫郡松川村が、単独で村制施行し、松川村が発足。
- 1936年（昭和11年）11月1日 - 町制施行し松川町となる。
- 1955年（昭和30年）3月20日 - 信夫郡水原村・金谷川村と合併し、松川町を新設。
- 1955年（昭和30年）3月31日 - 安達郡下川崎村を編入。
- 1957年（昭和32年）7月1日 - 大字下川崎の一部を安達郡安達村に編入。
- 1958年（昭和33年）8月1日 - 大字下川崎の一部を安達郡安達村に編入。
- 1966年（昭和41年）6月1日 - 福島市に編入され消滅。

## 教育施設
- 小学校
  - 松川町立松川小学校
  - 松川町立金谷川小学校
  - 松川町立水原小学校
- 中学校
  - 松川町立松陵中学校

町廃止当時、安達町に松川町安達村学校組合立下川崎小学校が存在していた。

## 鉄道駅
現在はすべて東日本旅客鉄道（JR東日本）東北本線の駅である。
- 松川駅
- 金谷川駅

## 郵便局
- 松川郵便局
- 松川駅前郵便局
- 金谷川郵便局
- 水原郵便局
- 下川崎郵便局